# Kúszó boróka

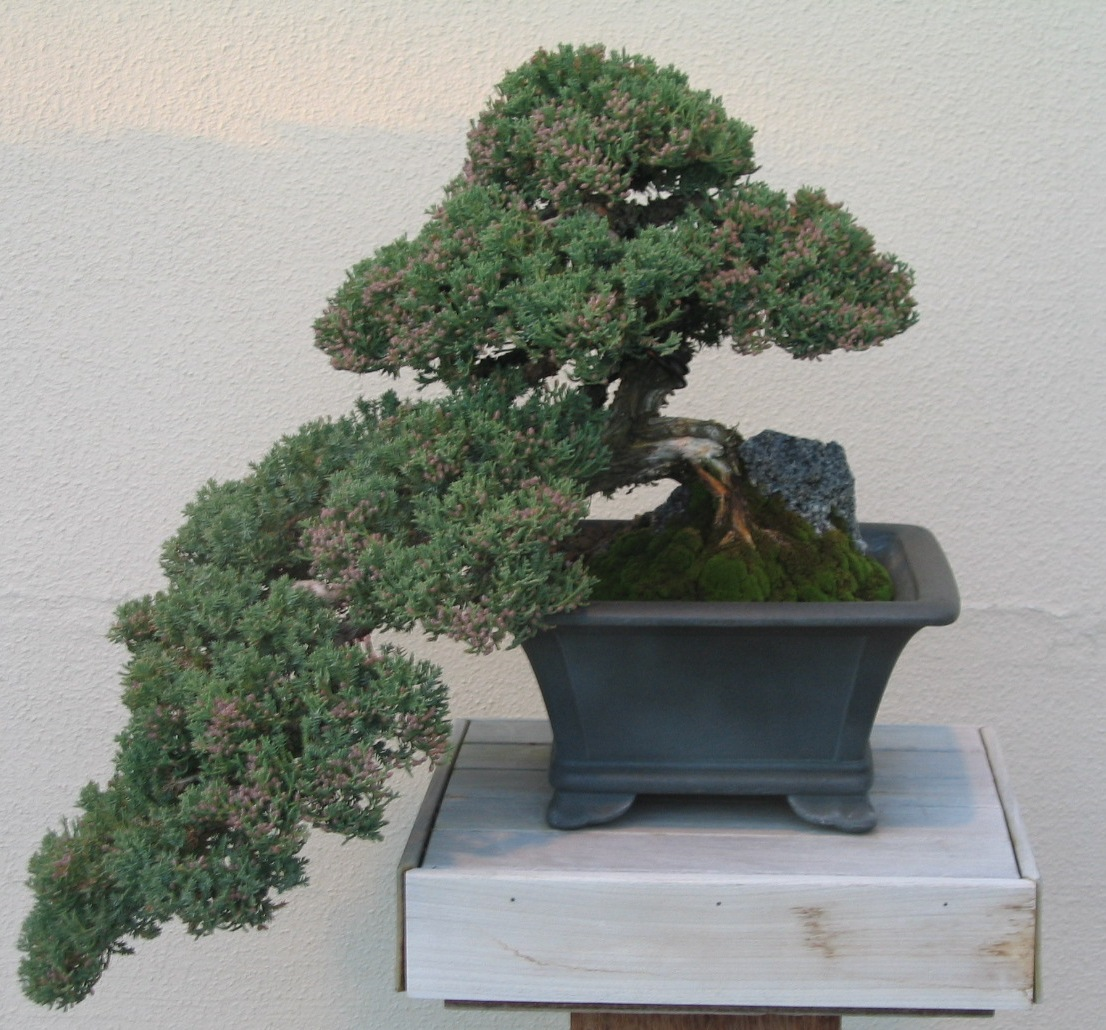
bonszájnak nevelt példány

A kúszó boróka (japán törpe boróka, Juniperus procumbens) a ciprusfélék családjába tartozó boróka nemzetség egy faja. Egyes szerzők szerint nem önálló faj, hanem a kínai boróka alfaja (Juniperus chinensis L. var. procumbens Endl.)

## Származása, elterjedése
Japán alacsonyabb hegy-, illetve dombvidékein lehetett honos, de vadon termő példánya még nem került elő: csak kertekből ismert. Dísznövénynek Japánon kívül is sokfelé ültetik.

## Megjelenése, felépítése
Alacsony kúszónövény; hajtásai legfeljebb 50–60 cm-re felállók. A fiatal példányok ágai sugárirányban szétterülnek, később egymásra hajlanak. Főleg a fiatal példányok, illetve hajtások ár alakú, hegyes tűlevelei kékeszöldek.

## Kertészeti változatok
- Juniperus procumbens 'Nana' — törpe növésű. A hajtások végein tűlevelei az alapfajénál sűrűbben állnak. Hajtásai is sűrűbbek az alapfajénál.

## Életmódja, termőhelye
Alacsony, elterülő párnákat alkot. Jóformán bármilyen talajon megél; a félnedves, napos, félárnyékos helyeket és a sok csapadékot kedveli.

## Felhasználása
Többnyire szikla- vagy kőkertekbe ültetik. Jó talajtakaró. Ha az eső vagy a locsolóvíz a talajt fölveri a levelekre, a növény közepe kipállik.